# نهر بيردمور الجليدي
يعد نهر بيردمور الجليدي في القارة القطبية الجنوبية أحد أكبر الأنهار الجليدية في العالم، حيث يبلغ طوله 125 ميل (201 كـم) وعرضه 25 ميل (40 كـم). ينخفض حوالي 7,200 قدم (2,200 م)  من هضبة أنتاركتيكا إلى الجرف الجليدي روس ويحده سلسلة جبال الكومنولث لجبال كوين مود على الجانب الشرقي وسلسلة الملكة ألكسندرا في سلسلة الجبال الوسطى العابرة للقارة القطبية الجنوبية في الغرب.
يعد النهر الجليدي أحد الممرات الرئيسية عبر سلسلة الجبال العابرة للقارة القطبية الجنوبية إلى الهضبة القطبية الكبرى وراءها، وكان أحد الطرق القديمة إلى القطب الجنوبي على الرغم من انحداره الحاد إلى الأعلى.
اكتشف إرنست شاكلتون النهر الجليدي وسلكه خلال بعثة نمرود عام 1908.